# Leverbrunt bandfly
Leverbrunt bandfly, Noctua comes, är en fjärilsart som beskrevs av Jacob Hübner 1813. Leverbrunt bandfly ingår i släktet Noctua och familjen nattflyn, Noctuidae. Arten  har livskraftiga, LC, populationer i både Sverige och Finland. Artens livsmiljö är torra gräsmarker. En underarter finns listad i Catalogue of Life, Noctua comes robusta Turati, 1924.

## Bildgalleri

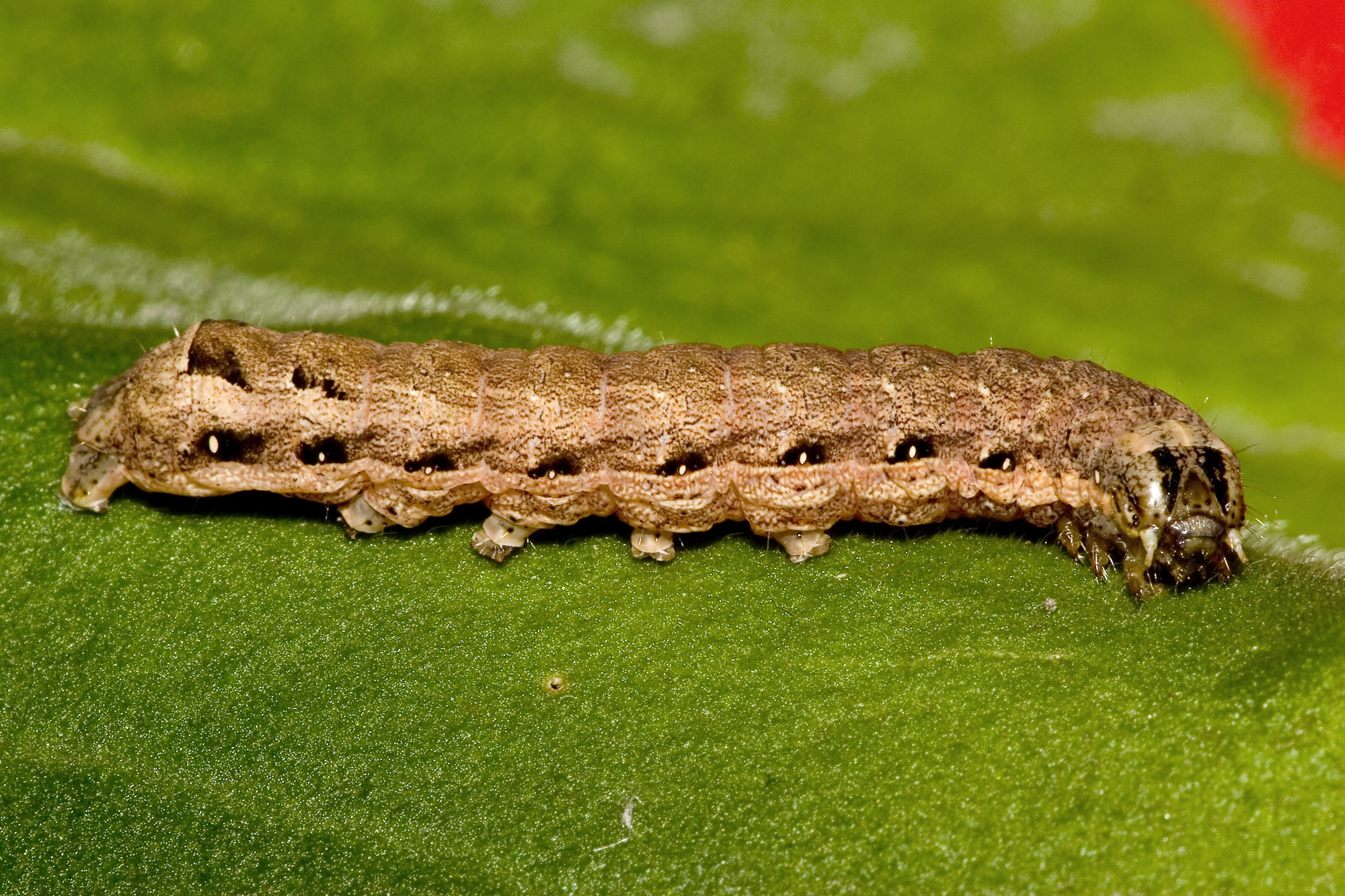
Fjärilens larv
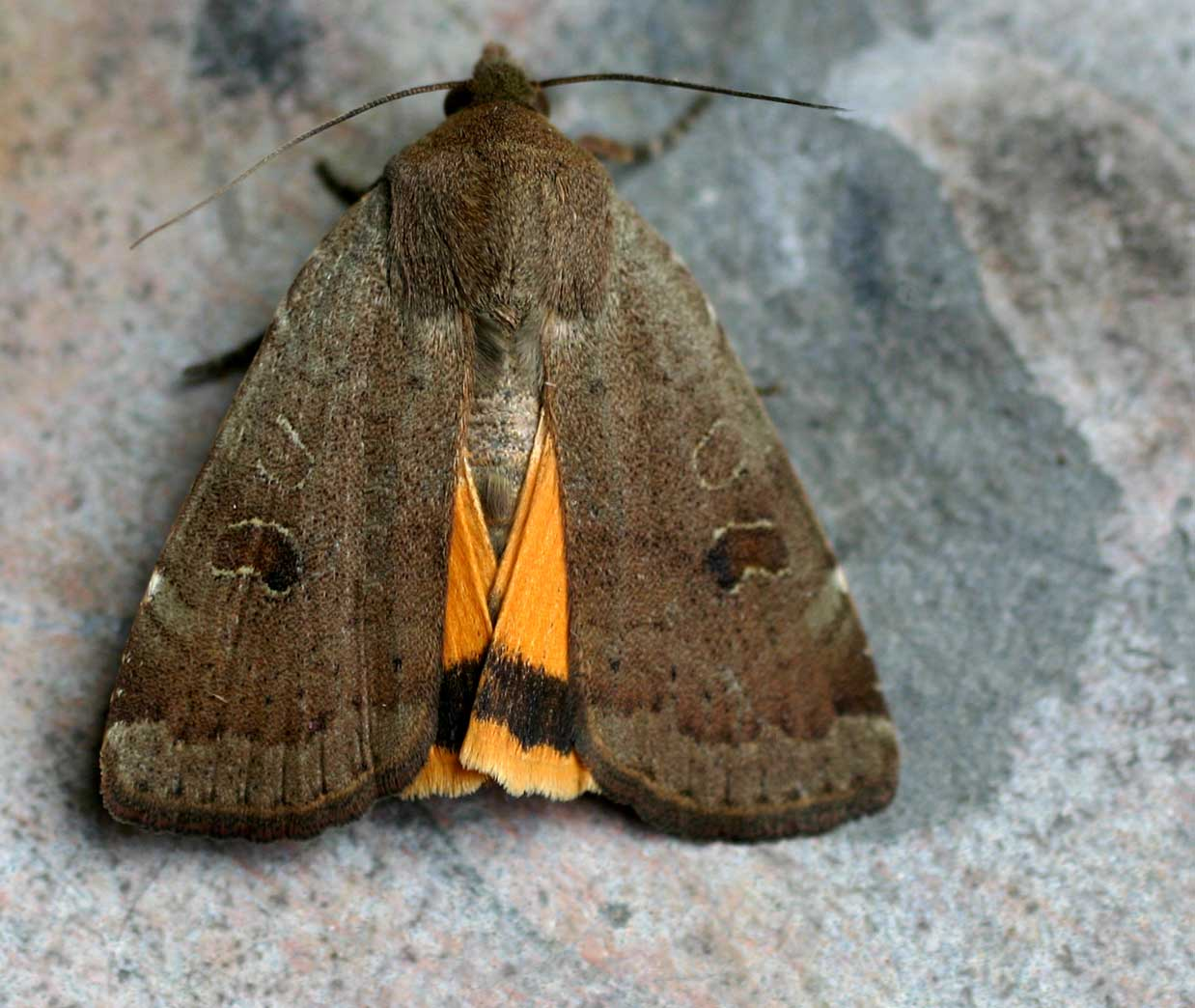
Imago fjäril
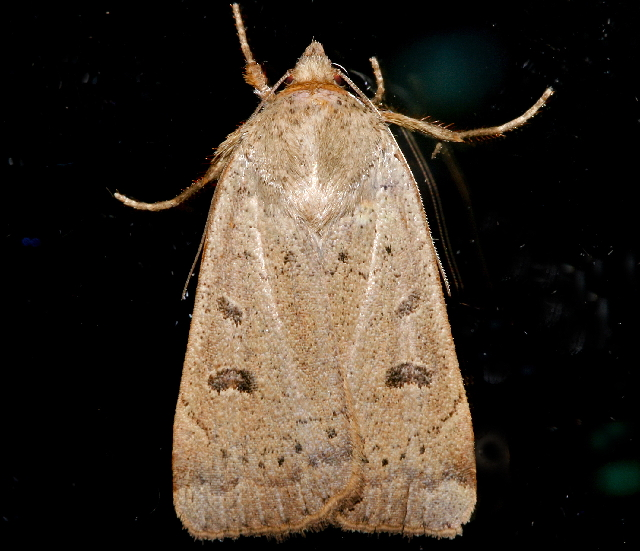
Imago fjäril, ljus variant
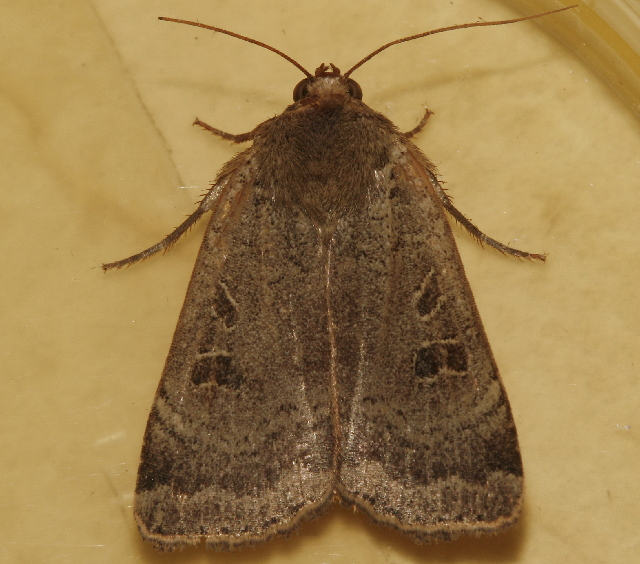
Imago fjäril, mörk variant
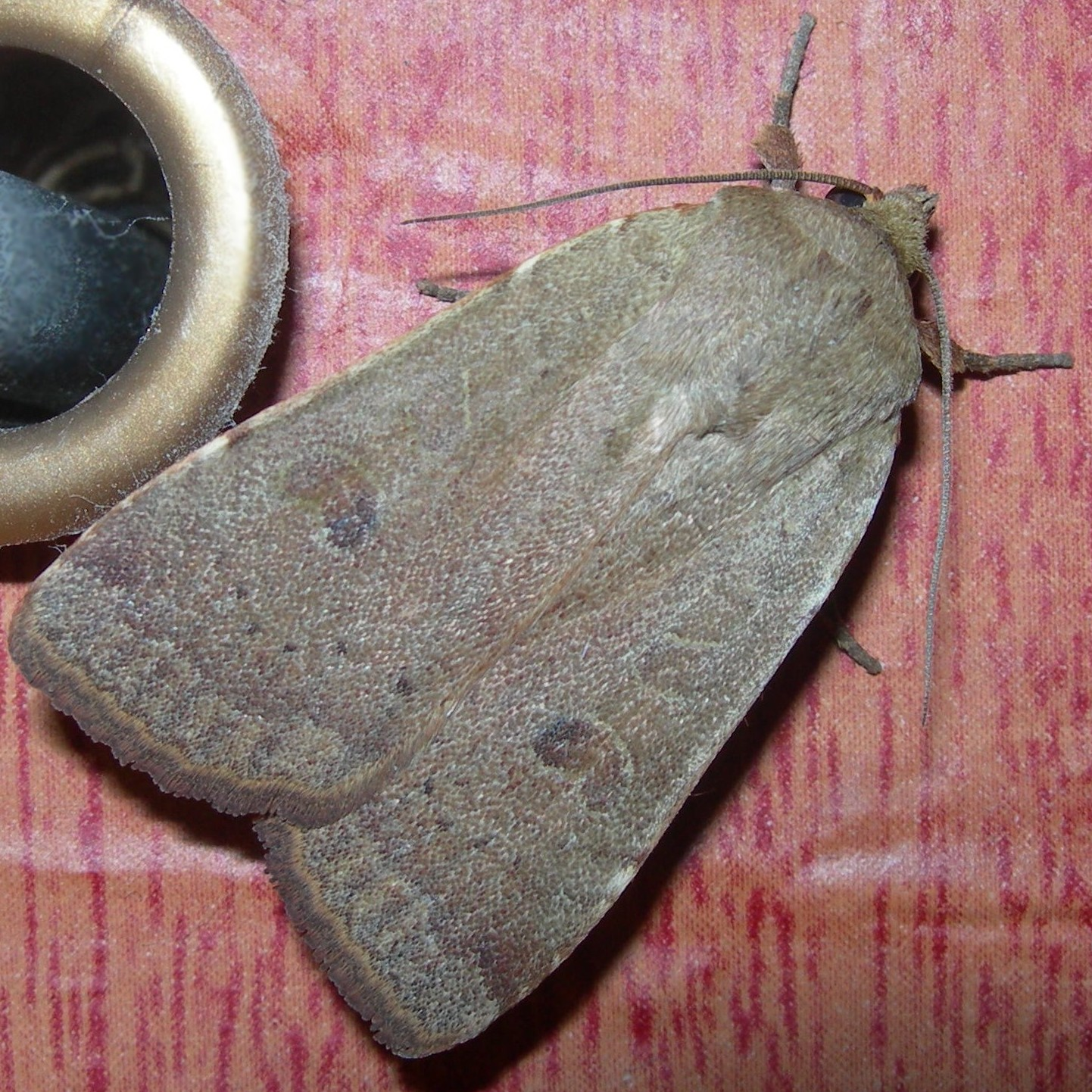
Imago fjäril, grå variant
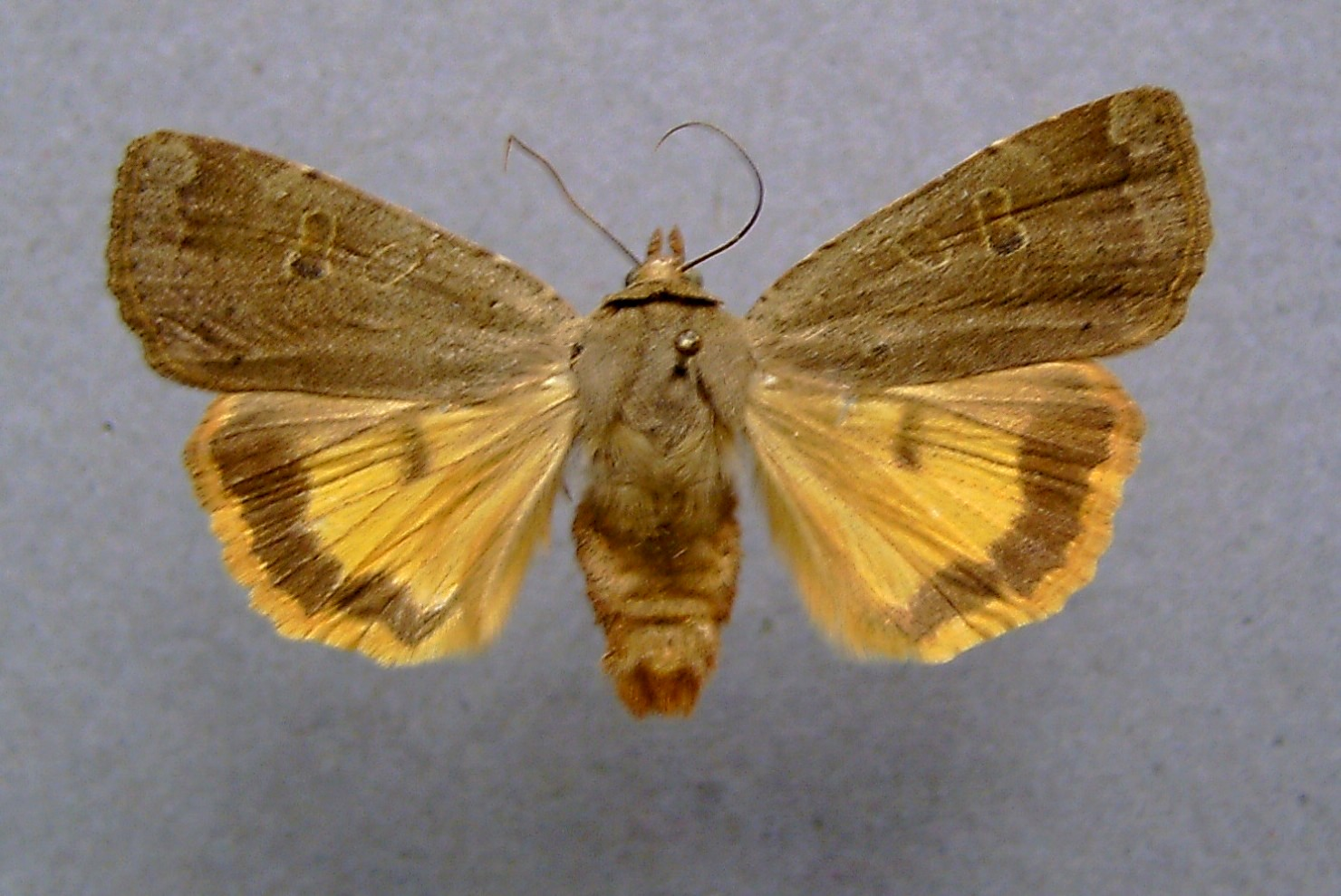
Preparerad (uppnålad) imago fjäril